# Araneus aballensis
Araneus aballensis là một loài nhện trong họ Araneidae.
Loài này thuộc chi Araneus. Araneus aballensis được Embrik Strand miêu tả năm 1906.